# Dead Meadow
I Dead Meadow sono una Hard rock band statunitense costituitasi a Washington, D.C. nel 1998. Attualmente il gruppo ha pubblicato 7 album studio e un live.

## Storia del gruppo
La formazione originaria della band era costituita da Jason Simon come cantante e chitarrista, Steve Kille al basso e Mark Laughlin alla batteria. Quest'ultimo lasciò la band nel 2002 per seguire la carriera di avvocato e fu sostituito da Stephen Mc Carty. Attorno al 2005 un altro membro, il chitarrista Cory Shane, si aggiunse alla band.
I Dead Meadow, molto influenti sulla scena heavy psych attuale, combinano l'hard rock dei '70 con il rock psichedelico dei '60. Le atmosfere lisergiche e prossime allo stoner rock che la band inserisce nei suoi brani, unite ad una forte componente blues e ad incursioni folk, contribuiscono a creare un sound ipnotico piuttosto moderno e originale.
Il primo album, Dead Meadow, è stato pubblicato nel (2000) dalla Tolotta Records, cui fa presto seguito nel (2001) Howls from the Hills. L'anno successivo, il (2002), è segnato dall'album live Got Live if you want it. Agli inizi del (2003) la band cambia etichetta discografica, passando alla Matador records e pubblicando l'album Shivering Kings and Others. A segnare invece l'ingresso del secondo chitarrista Cory Shane è l'album inciso nel (2005), Feathers. Nel (2008) arriva Old Growth, sempre sotto l'etichetta della Matador Records e prodotto dal bassista Steve Kille. Three Kings, uscito nel (2010) sotto la nuova etichetta Xemu, è una sorta di live che raccoglie alcuni dei brani più celebri registrati dal vivo ed in più cinque brani inediti. Nel 2013 esce Warble womb.

## Formazione

### Formazione attuale
- Jason Simon
- Mark Laughlin

### Ex componenti
- Stephen McCarty
- Cory Shane
- Steve Kille[2]

## Discografia

### Album studio
- Dead Meadow (2000)
- Howls from the Hills (2001)
- Shivering King and Others (2003)
- Feathers (2005)
- Old Growth (2008)
- Three Kings (2010)
- Warble Womb (2013)
- The Nothing They Need (2018)
- Force Form Free (2022)
- Voyager to Voyager (2025)

Album live
- Got Live If You Want It (2002)